# Obovaria retusa
Obovaria retusa és una espècie de mol·lusc bivalve pertanyent a la família Unionidae.

## Descripció
- És un musclo d'aigua dolça de color verd groguenc a marró en els individus joves i que enfosqueix amb l'edat.
- Els marges de la petxina ventral i posterior es troben arrodonits amb regularitat.
- La superfície de la closca està marcada per línies concèntriques i irregulars de creixement.[1][2][3][4]

## Reproducció
Les femelles són gràvides a les acaballes d'agost.

## Subespècies
- Obovaria retusa lens (Lea)
- Obovaria retusa retusa (Lamarck, 1819)[8]

## Hàbitat
Viu als rius de fons de grava o sorra.

## Distribució geogràfica
Es troba als Estats Units: la seua distribució històrica comprèn Alabama, Illinois, Indiana, Kentucky, Ohio, Pennsilvània, Tennessee i Virgínia Occidental.

## Estat de conservació
Ha estat eliminat de gairebé tota l'àrea que ocupava a causa de la pèrdua del seu hàbitat (principalment per la construcció d'embassaments, el dragatge de la grava del fons aquàtic, el manteniment de canals, la qualitat de l'aigua per l'extracció de petroli i gas natural, i la pesca comercial). A hores d'ara, només n'hi ha cinc poblacions, les quals, sembla ésser, no són viables per a la seua supervivència.